# Леон Мба
Габріель Леон Мба (фр. Léon M'ba; 9 лютого 1902 — 27 листопада 1967) — габонський державний діяч, перший прем'єр-міністр (1959–1961) і президент Габону (1961–1967).

## Життєпис
Був представником етнічної групи фанґ. Після навчання у семінарії працював у колоніальній адміністрації як митний агент. 1958 року керував процесом політичної інтеграції Габону до Франко-африканського Співтовариства.
Став главою держави після здобуття незалежності від Франції 17 серпня 1960 року. 1964 року відбувся перший та єдиний військовий переворот в Габоні, Леона Мба було викрадено. Втім, уже за два дні союзники допомогли відновити його на посаді президента.
Був обраний депутатом парламенту в березні 1967 року, а в листопаді того ж року помер від раку в Парижі. На посту президента його замінив віце-президент Альбер Бернар Бонго (пізніше узяв ім'я Омар Бонго).